# Castel Rafenstein
Il Castel Rafenstein o anche detto Castel Sarentino (Burgruine o Schloss Rafenstein in tedesco), è un castello situato a nord-ovest di Bolzano. L'imponente struttura si eleva sul pendio occidentale della Val Sarentino, a sud-est di San Genesio, al di sopra della gola del Talvera.

## Storia

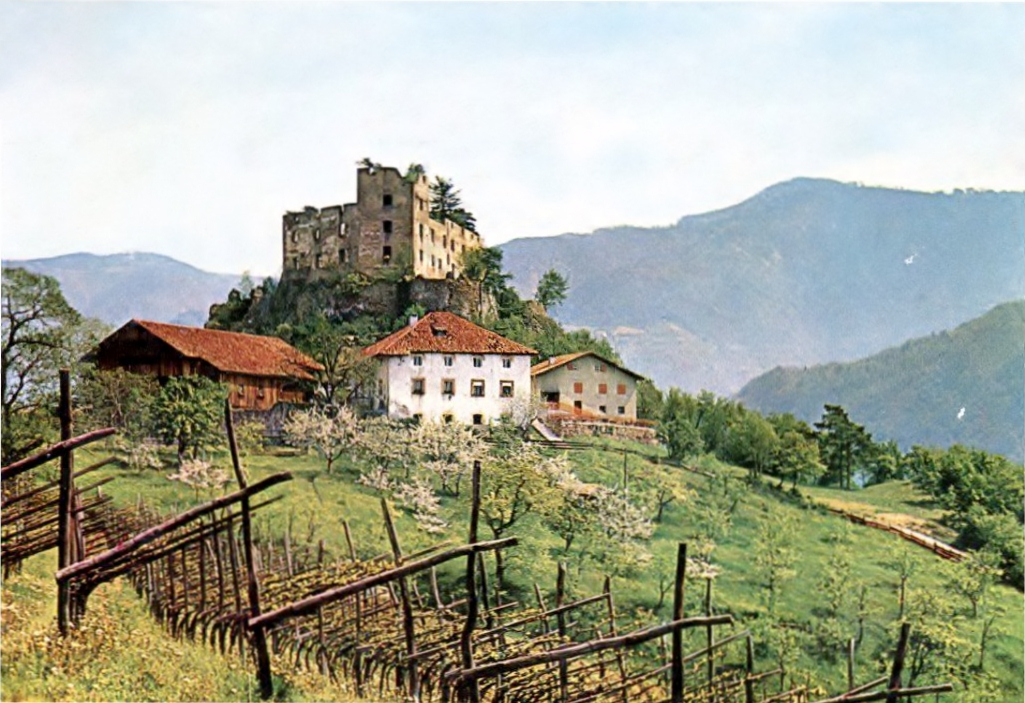
Antica cartolina raffigurante il castello nel tardo XIX secolo, già rovina

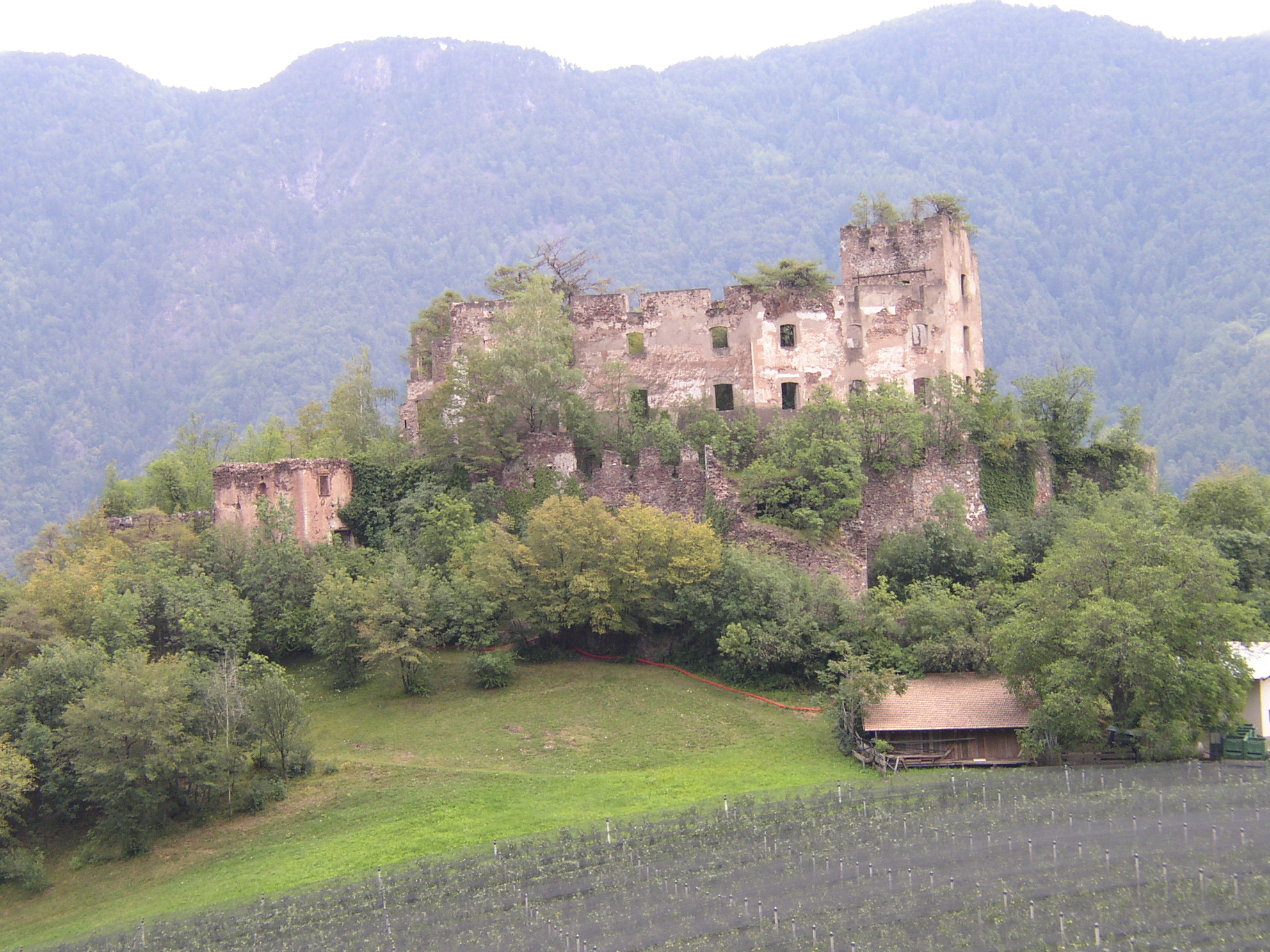
Il castello nel 2004, prima dei restauri

Nel medioevo e ancora all'inizio dell'era moderna il complesso era importante per la sua posizione presso una via commerciale che collegava San Genesio a Bolzano passando appunto per il Rauhenbühel (letteralmente "colle aspro") - attestato sin dal 1316 quale "Rouhenpuhel" - il quale dette il nome anche al castello.
Già nel XIII secolo vennero costruiti palazzo e mura di cinta, mentre nel XIV secolo il castello venne ampliato con l'edificazione di serraglio, torre d'ingresso e ala sud. Nel XVI secolo il castello venne infine fortificato con serraglio e bastione circolare in base alle nuove esigenze militari in modo da poter difendere il complesso dalle armi da fuoco. All'inizio del XVII secolo l'ala abitabile venne rialzata.
Attorno al 1600 qui Marx Sittich von Wolkenstein, feudatario del castello, redasse la sua rinomata Landesbeschreibung von Tirol ("Descrizione storico-statistica della contea del Tirolo").
All'inizio del XIX secolo il castello venne abbandonato e da allora cadde in rovina. Oggi alcuni bastioni e le mura di cinta sono stati in parte abbattuti. In lontananza il nucleo della costruzione bianco-calcarea dà l'impressione di essere una grezza costruzione mai completata ed abbandonata.
Dal 2008 il castello è oggetto di un importante restauro che ne conservi le strutture murarie a rischio crollo. Nel maggio 2014 le strutture sono ritornate visitabili e quindi accessibili agli interessati.

## Come raggiungerlo
Le rovine di Castel Rafenstein (692 m s.l.m.) possono essere raggiunte con una corta salita da Bolzano che raggiunge però il 33% di pendenza e che inizia a destra rispetto alla stazione a valle della funivia di San Genesio seguendo il torrente. La salita è consigliata ad escursionisti. La stessa rovina può essere poco sicura e non può essere visitata internamente. La vista che si gode sulla conca bolzanina e verso nord nella Val Sarentino è tuttavia mozzafiato.